# 南魚沼警察署
南魚沼警察署（みなみうおぬまけいさつしょ）は、新潟県警察が管轄する警察署の一つである。

## 管轄区域
- 南魚沼市
- 南魚沼郡湯沢町

## 所在地
- 新潟県南魚沼市六日町479-8

## 沿革

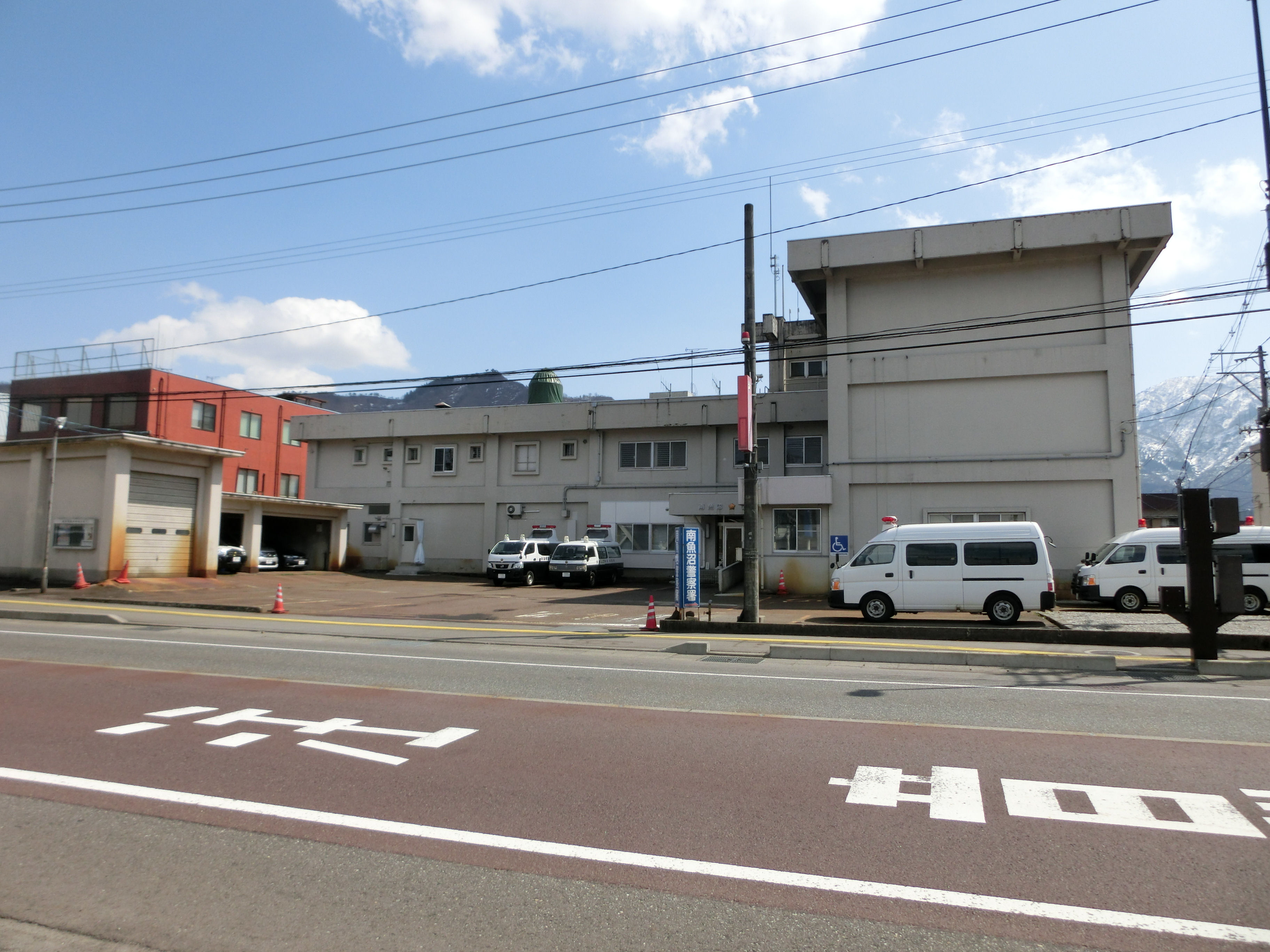
旧南魚沼警察署庁舎（2016年）

- 1873年（明治6年）：十日町取締所として発足
- 1877年（明治10年）：六日町警察署となる
- 1948年（昭和23年） - 警察法の施行により、国家地方警察南魚沼地区警察署、自治体警察六日町警察署、塩沢町警察署に分割
- 1954年（昭和29年） - 警察法改正により、新潟県六日町警察署となる。
- 1965年（昭和40年）：旧庁舎完成
- 2004年（平成16年）：南魚沼市の誕生に伴い、新潟県南魚沼警察署に改称
- 2024年（令和6年）12月14日：南魚沼市小栗山に移転[1]。

## 組織
- 警務課
- 会計課
- 生活安全課
- 地域課
- 刑事課
- 交通課
- 警備課

## 交番

### 南魚沼市
- 塩沢交番（南魚沼市塩沢1566-21）
- 浦佐交番（南魚沼市浦佐1138）

### 湯沢町
- 湯沢交番（南魚沼郡湯沢町大字湯沢1857-1）

## 警備派出所

### 湯沢町
- 苗場警備派出所（南魚沼郡湯沢町大字三国192-3）

## 駐在所

### 南魚沼市
- 五日町駐在所（南魚沼市五日町388-2）
- 宮駐在所（南魚沼市宮434-1）
- 上原駐在所（南魚沼市上原138-6）
- 大崎駐在所（南魚沼市大崎3363-3）
- 茗荷沢駐在所（南魚沼市茗荷沢278-6）
- 長崎駐在所（南魚沼市長崎1055-2）
- 石打舞子駐在所（南魚沼市関939-1）